# چیبا ساناکو
چیبا ساناکو (به ژاپنی: 千葉さな子)، (۱۸۳۸–۱۸۹۶ میلادی) یک زن در اواخر دوره ادو (باکوماتسو) و دوره میجی بود. وی دختر دوم چیبا ساداماچی مدیر یکی از مدرسه‌های شمشیرزنی به سبک هوکوشین ایتو-ریو (تلفیقی از کنجوتسو و ناگیناتاجوتسو)، بنام مدرسه شمشیرزنی اوکه‌ماچی چیبا (桶町千葉道場) بود.
وی در سال ۱۸۵۸ با ساکاموتو ریوما که یکی از شاگردان پدرش بود نامزد کرد. پدر وی چیبا ساداماچی برای ازدواج وی لباسی با نشان خاندان ساکاموتو تهیه کرد اما بعد از بازگشت ریوما به ولایت توسا میان آنان سردی و اختلاف افتاد و این ازدواج انجام نشد. 
وی پس از مرگ ریوما هرگز ازدواج نکرد و تمام عمر مجرد ماند.